# Židovské příjmení
Židovská příjmení jsou příjmení používaná Židy a osobami židovského původu. Židovská příjmení jsou zřejmě poměrně nedávného původu, první známá židovská příjmení se datují do středověku, v 10. a 11. století našeho letopočtu.

## Historie
Historicky Židé používali hebrejská patronymická jména. V židovském patronymickém systému je osobní jméno následováno buď ben- („syn“) nebo bat- („dcera“), v tomto pořadí, a pak jméno otce. Vyskytuje se také aramejská podoba bar-, („syn“).
Některá příjmení pocházela z řemesel, jako je Chazan/Kantor (kantor), Kohen/Cohen/Kohn (kněz), Dajan (soudce), Sofer (písař) Rabin/Rabinovič, Metzger (řezník) nebo Becker (pekař), jiná z osobních atributů, jako je Joffe (krásný), nebo zvláštní události v rodinné historii.
Většina příjmení ve středověku ovšem pocházela z místních jmen (například Schapiro od města Špýru, něm. Speyer, rýnského města známého svou slavnou židovskou komunitou v 11. století), názvu města, typicky rodiště zakladatele rabínského nebo jiné dynastie. Tato jména se měnila do různých forem, jak se rodiny stěhovaly, jako například z původního Welsche se stal Wallach, Wlock nebo Block. Vzhledem k tomu, že tato příjmení neměla oficiální status, jaký mají dnešní příjmení, často bylo staré příjmení vypuštěno a bylo přijato nové poté, co se rodina přestěhovala.
Zatímco trvalá rodinná příjmení se začala objevovat mezi sefardskými Židy v Iberii a jinde již v 10. nebo 11. století, k aškenázským Židům v Německu nebo východní Evropě se rozšířila až později. Nicméně neaškenázští Židé, kteří se přistěhovali do toho, co bylo považováno za Aškenáz (jako sefardští Židé, kteří uprchli před inkvizicí), si často ponechali svá příjmení a/nebo je aškenázovali (např. „Melamad“ byl ponechán, „Leoni“ byl aškenázován na „Leib“) a někteří z již usazených Židů v komunitách ve velkých městech (jako Praha nebo Frankfurt nad Mohanem) začali přijímat nová příjmení.
Příjmení odvozená od jména matriarchy rodu přijaly některé domácnosti. Například příjmení Rivkes je odvozeno od ženského jména Rivke, jidiš tvaru Rebeka, takže příjmení doslova znamená „Rivčin“. Protějšek ovlivněný slovanským jazykem je Rivkin/Rifkin.
Jiná příjmení mají původ v kmenové či národnostní příslušnosti: Aškenázi, Litwak, Pollack.

## Aškenázské židovské komunity

### V Čechách a na Moravě
Před rokem 1787 byla Praha jedinou komunitou ve východní Evropě, kde Židé dědičná jména běžně používali v dnešním smyslu příjmení. V 16.–18. století byla téměř polovina jmen odvozena od německých názvů toponym v Čechách a na Moravě, jako například Horowitz/Hořovský (Hořovice), Brandeis (Brandýs), Goitein (Kojetín), Eibenschütz (Ivančice), Kisch, Taussig/Taussinger (Domažlice), Töplitz (Teplice), Mühlhausen (Milhostov/Milevsko), Petschek (Pečky), Raudnitz (Roudnice), Trebisch (Třebíč), Brod/Brody, Trietsch (Třešť), Kolin (Kolín) ad.
Častá byla rovněž příjmení odvozená jak od mužských osobních jmen (Karpeles, Šmelkes, Mošeles, Ábeles, Jajteles, Fleckeles atd.), tak od ženských (Baševi, Porges, Rivkin).
Česká příjmení spojovaná se židovským etnikem (Nosek, Rezek, Roubíček, Kafka, Stiassny) mohou mít různý původ. Příjmení Roubíček, ač zní zcela česky, snad pochází ze židovského jména Ruben (Re‘uven), případně od slova rebe- rabín; může však mít původ v době, kdy se Židé ženili a ženy vdávaly do českých protestantských rodin.
Židé v Polsku a Polsko-litevské unii byli v křesťanských dokumentech označováni svými osobními jmény, k nimž se často připojovalo jméno otce doplněné o koncovku -owicz, v německojazyčných zemích pak slovanská koncovka -owitz.

### Rabínské rodiny
Některé rabínské rody užívaly příjmení jako Auerbach, Bacharach, Eiger, Epstein, Ettingen/Ettinger, Frenkel, Ginzburg, Halpern, Heifetz, Heller, Jaffe/Joffe, Katzenellenbogen, Landau, Lipschitz/Lifschitz, Luria, Margolies/Margulies, Rappaport/Rappoport, Schor, Spira/Špira/Schapiro a Te’omim. Všechna tato jména mají původ ve střední a západní Evropě.

## Židovská šlechta
Zvláštní skupinu tvoří židovské šlechtické rody, např. Rothschildové, Porgesové z Portheimu, Hoenigové z Hoenigsbergu, Gutmannové, Gomperzové, Wittgensteinové, Mendelssohnové ad.